# Перелом лодыжки
Перелом лодыжки — перелом одной или нескольких костей лодыжки. К симптомам относятся боль, отёк, синяк и невозможность ходить с использованием ноги. К возможным осложнениям относятся сопутствующее высокое растяжение связок голеностопного сустава, синдром сдавления, уменьшение диапазона движений и неправильное сращение переломов,
Причиной может быть чрезмерная нагрузка на сустав, например, из-за подворачивания лодыжки или тупой травмы. Типы — переломы латеральной лодыжки, медиальной лодыжки, задней лодыжки, двухлодыжечные и трёхлодыжечные переломы. Необходимость рентгенографии может определяться Оттавским правилом лодыжки.
Лечение заключается в наложении шины, гипса или хирургическом вмешательстве. Также может потребоваться исключить другие травмы. Значительное восстановление обычно происходит в течение четырёх месяцев; однако полное восстановление может занять до двух лет. Переломы лодыжек встречаются примерно у 1,7 на 1000 взрослых и 1 на 1000 детей в год. Чаще всего они встречаются у молодых мужчин и пожилых женщин.

## Признаки и симптомы
Симптомы перелома лодыжки могут быть схожи с симптомами растяжения связок (боль), однако, как правило, они более выражены. Крайне редко происходит вывих голеностопного сустава только при повреждении связок. Однако при переломе лодыжки таранная кость может стать нестабильной и подвергнуться подвывиху или вывиху. Пациенты могут заметить кровоподтёки («сине-фиолетовое» окрашивание кожи в результате кровоизлияния под кожу), также могут наблюдаться аномальное положение, смещение, выраженная нестабильность или ограничение подвижности, связанное с болью.
При смещённом переломе кожа иногда натягивается над острым краем сломанной кости. Острые костные фрагменты могут разорвать кожу, образуя рану, сообщающуюся с местом перелома или полостью сустава. Это называется «открытым» переломом, который имеет высокий риск инфицирования при отсутствии своевременного лечения. Почти все смещённые переломы лодыжки в настоящее время лечатся хирургическим путём, чтобы обеспечить правильное сопоставление отломков.

## Причина
Перелом лодыжки может быть вызван тупой травмой или сильной нагрузкой на указанную область.

## Анатомия соответствующей области
Область лодыжки — это место, где нога соединяется со стопой (голеностопная область). Голеностопный сустав представляет собой сильно ограниченный, сложный шарнирный сустав, состоящий из трёх костей: большеберцовой, малоберцовой и таранной. Несущая нагрузку часть большеберцовой кости, расположенная ближе к стопе (плафонд), соединяется с таранной костью. Это сочленение (место соединения двух костей) в основном отвечает за подошвенное сгибание (движение стопы вниз) и тыльное сгибание (движение стопы вверх). Большеберцовая и малоберцовая кости вместе образуют гнездо в форме скобы, называемое вильчатым суставом, в которое входит куполообразная таранная кость.
Таранная кость и малоберцовая кость соединены прочной группой связок, обеспечивающих поддержку наружной стороны лодыжки. К этим связкам относятся передняя таранно-малоберцовая связка (ATFL) и задняя таранно-малоберцовая связка (PTFL). Пяточно-малоберцовая связка (CFL), соединяющая малоберцовую кость с пяточной костью, также обеспечивает боковую поддержку. Дельтовидная связка поддерживает внутреннюю (медиальную) часть лодыжки (ближе к средней линии тела). Она предотвращает чрезмерную эверсию (выворачивание стопы наружу), а также внешнее вращение таранной кости.
Дистальные (нижние) части большеберцовой и малоберцовой костей соединены соединительнотканной сетью, называемой синдесмозом, которая включает четыре связки и межкостную перепонку.

## Диагностика
При клиническом осмотре важно точно определить локализацию боли, оценить диапазон движений и состояние нервов. Необходимо пропальпировать малоберцовую кость, так как может иметься сопутствующий перелом в её верхней части (перелом Мезоннёва), а также подошву стопы — для выявления перелома Джонса у основания пятой плюсневой кости.
Оценка травм лодыжки на наличие перелома проводится с использованием Оттавских правил — набора критериев, разработанных для минимизации ненужных рентгеновских исследований. Полная серия рентгеновских снимков лодыжки включает три проекции: переднезаднюю (AP), боковую и косую.
Вид в проекции «вильчатого сустава» (mortise view) — это переднезадний рентгеновский снимок, выполненный при внутреннем вращении лодыжки до тех пор, пока латеральная лодыжка не окажется на одном горизонтальном уровне с медиальной. Такая позиция позволяет избежать наложения изображений большеберцовой и малоберцовой костей друг на друга.

### Рентгенография
На рентгенограммах могут быть выявлены переломы медиальной лодыжки, латеральной лодыжки, а также переднего или заднего края дистального отдела большеберцовой кости.
Если переломы присутствуют как в латеральной, так и в медиальной лодыжке, это называется бималлеолярным переломом. При вовлечении также задней лодыжки (заднего края большеберцовой кости) диагностируется трималлеолярный перелом.

### Типы переломов
- Перелом пилона (перелом плафона) — перелом дистального отдела большеберцовой кости, с повреждением её суставной поверхности в области голеностопного сустава[21].
- Перелом по типу Вагстаффа-Ле Фора (авульсионный перелом) — вертикальный перелом передне-медиальной части дистальной малоберцовой кости с отрывом передней таранно-малоберцовой связки[22].
- Перелом Тилло — перелом по типу III по Салтеру-Харрису, расположенный на передне-латеральной части эпифиза дистальной большеберцовой кости[23].

### Классификация
Существуют несколько классификационных схем для переломов лодыжки:
Классификация Лауге-Хансена классифицирует переломы в зависимости от механизма травмы, учитывая положение стопы и направленную на неё деформирующую силу.
Классификация Дэниса-Вебера делит переломы голеностопа по уровню перелома дистальной малоберцовой кости:
- Тип A — ниже синдесмозной связки,
- Тип B — на уровне связки,
- Тип C — выше уровня связки. Эта классификация используется для оценки повреждений синдесмоза и межкостной перепонки[25].

Классификация Хершковича классифицирует переломы медиальной лодыжки дистальной большеберцовой кости по уровню перелома.
Классификация Рюди-Альгувера классифицирует переломы пилона (переломы плафона) дистальной большеберцовой кости.

## Лечение
Лечение переломов лодыжки зависит от стабильности голеностопного сустава. Некоторые типы переломов считаются стабильными и могут лечиться аналогично растяжению связок лодыжки. Все остальные типы требуют хирургического вмешательства, которое обычно выполняется с использованием металлических имплантатов, фиксирующих кости в нужном положении во время естественного процесса заживления. После операции требуется гипс или шина для иммобилизации лодыжки.
У детей восстановление может быть быстрее при использовании ортеза для лодыжки вместо полного гипса в случае стабильных переломов.